# Knut Steen
Knut Steen (Oslo, 9 novembre 1924 – Sandefjord, 22 settembre 2011) è stato uno scultore norvegese.

## Vita
Steen è stato un allievo di Per Palle Storm e Stinius Fredriksen all'Accademia d'arte statale di Oslo. A causa della tubercolosi ha un solo lobo polmonare funzionante. Durante la seconda guerra mondiale ha quindi lavorato come portinaio nell'ospedale ortopedico e traumatologico di Oslo. Steen vive dal 1973 a Carrara (Italia). La sua autobiografia è intitolata From garbage to marble (dalla spazzatura al marmo).

## Opere
Steen ha lavorato con notevole marmo. È famosa internazionalmente la sua scultura del re Olav V di Norvegia. L'opera commissionata del sindaco di Oslo doveva originariamente essere eretta sul municipio della città. Ciò fu tuttavia ostacolato dai politici norvegesi con la motivazione ufficiale “che l'opera fosse troppo monumentale”. La statua mostra al popolo norvegese lo straordinario e benvoluto re in uniforme militare ed in posa da dittatore. Lo storico dell'arte Tommy Sørbø interpreta l'opera alta 8 metri come «incrocio tra Paperon de' Paperoni e Kim Il Sung». La statua si trova ora a Gulen.
A Sandefjord c'è un monumento di Steen alla caccia alla balena a forma di fontana rotante a getto.
In una cascata del fiume Begna ad Hønefoss c'è la scultura Oppgangssaga.